# Арилево
Арилево или Арилово (на македонска литературна норма: Арилево) е село в община Крушево, Северна Македония.

## География
Селото е типично планинско разположено в Бушева планина, северозападно от град Крушево.

## История
В XIX век Арилево е чисто българско село в Битолска кааза, Крушевска нахия на Османската империя. Според Васил Кънчов в 90-те години Арильово има 15 християнски къщи, които се занимават със скотовъдство. Според статистиката му („Македония. Етнография и статистика“) в 1900 година Арильово има 90 жители, всички българи християни. Според Никола Киров („Крушово и борбите му за свобода“) към 1901 година Арилево има 25 български къщи.
На Етнографската карта на Битолския вилает на Картографския институт в София от 1901 година Харилово е чисто българско село в Битолската каза на Битолския санджак с 15 къщи.
Цялото население на селото е под върховенството на Българската екзархия. По данни на секретаря на екзархията Димитър Мишев („La Macédoine et sa Population Chrétienne“) в 1905 година в Арилово има 120 българи екзархисти.
При избухването на Балканската война четирима души от Арилево са доброволци в Македоно-одринското опълчение. След Междусъюзническата война селото попада в Сърбия.
Според преброяването от 2002 година селото има 13 жители, всички северномакедонци.

## Личности
Родени в Арилево
- Анастас (Насте) Стоянов (1883 – ?), български революционер, участник в Илинденско-Преображенското въстание[8] чиновник, работещ в София, македоно-одрински опълченец в четата на Методи Стойчев[9]
- Богоя Димов (1891 – 1913), македоно-одрински опълченец, Втора рота на Шеста охридска дружина, убит на 18 юни 1913 година в Междусъюзническата война[10]
- Георги Попов, български хайдутин от XVII век, участник в дружината на Петре Дундар[11]
- Георги Стоянов, български революционер, участник в Илинденско-Преображенското въстание[8]
- Мицко Георгиев, български революционер, участник в Илинденско-Преображенското въстание[8]
- Силян Иванов (Стелян, 1885 – ?), македоно-одрински опълченец, Втора рота на Шеста охридска дружина, Сборна партизанска рота на МОО, в сръбски плен от 23 юли 1913 до 6 февруари 1914 година[12]
- Софе Димов, български революционер, участник в Илинденско-Преображенското въстание[8]
- Стоян Иванов (1882 – ?), македоно-одрински опълченец, Втора рота на Шеста охридска дружина[13]
- Стоян Кръстевски, български революционер, участник в Илинденско-Преображенското въстание[8]
- Стоян Капитан, български революционер и участник в Гръцката война за независимост от 1821 година